# Добер, Дрю
Э́ндрю Ма́ртин До́бер (англ. Andrew Martin Dober; род. 19 октября 1988 год, Омаха, США), более известный как Дрю́ До́бер — американский боец смешанных единоборств, в настоящее время выступающий в лёгкой весовой категории в Ultimate Fighting Championship (UFC). Выступает на профессиональном уровне с 2009 года.

## Биография
Родился и вырос в городе Омаха, штат Небраска. Добер рос с матерью-одиночкой и единокровным братом и не видел своего отца до 18 лет. Учась в школе Millard North High School, с младших классов занимался борьбой. В возрасте 14 лет начал заниматься тайским боксом и добился больших успехов, став двукратным чемпионом страны среди любителей. Владеет коричневым поясом по бразильскому джиу-джитсу, получив этот пояс под руководством тренера Эда Шоба из Mid-America Martial Arts, после чего он переехал жить и тренироваться в Колорадо.

## Карьера бойца смешанных единоборств

### Ранняя карьера
Добер достиг рекорда 9–0 и завоевал титул чемпиона в любителях, прежде чем стать профессионалом в 2009 году.

### Начало профессиональной карьеры
Добер дебютировал на профессиональном ринге в июле 2009 года, победив Франка Карабальо на турнире ведущей в штате Небраска бойцовской организации Victory Fighting Championship. После успешного старта Добер потерпел два поражения подряд в том же году.
В апреле 2010 года Добер выступил на турнире Bellator, одержав победу над Ником Нолтом удушающим приемом. С 2010 по 2013 год Дрю провел 16 боев в различных региональных организациях, в основном в той же Victory FC, одержав 12 побед и потерпев четыре поражения.

### The Ultimate Fighter
В феврале 2012 года выяснилось, что Добер заявлен на участие в 15-м сезоне реалити-шоу "The Ultimate Fighter". Однако на отборочном этапе, который прошёл 9 марта 2102 года, он проиграл единогласным решением Дарону Крюйкшэнку и не попал в основную часть сезона.

### Ultimate Fighting Championship (UFC)
30 ноября 2013 года Доберу предоставился шанс выступить на турнире The Ultimate Fighter 18 Finale, который проходил в Лас-Вегасе. Он вышел на коротком уведомлении чтобы заменить травмированного Сержиу Мораиса и встретиться с американцем Шоном Спенсером (10–2 MMA, 1–1 UFC). Добер проиграл бой с единогласным решением судей (на судейских карточках 30–27, 30–27, 30–27 в пользу Спенсера).
Тем не менее, в 2014 году Добер всё-таки получил контракт от самой известной бойцовской организации и 31 мая от вышел в октагон против другого новичка немца Ника Хейна (10-1-1 MMA) на турнире UFC Fight Night 41. Добер проиграл единогласным решением судей (29–28, 30–27, 29–28 в пользу Хейна).
На турнире UFC on Fox: Дус Сантус vs. Миочич Добер встретился с бывшим чемпионом WEC в легком весе американцем Джейми Варнером. Он одержал свою самую крупную победу на тот момент, победив Варнера удушающим приемом в первом раунде.
21 марта 2015 года на турнире UFC Fight Night 62 в Рио-де-Жанейро Добер встретился с местным бойцом Леандру Силвой. Добер проиграл техническим нокаутом во втором раунде. Силва попытался провести удушение гильотиной, упав на ковер и зажав шею Добера в руке. Добер защищался и отводил тело в сторону, чтобы не попасть в удушающий захват. Силва, казалось, терял контроль над захватом, а Добер продолжал освобождаться. Однако рефери вмешался и коснулся бойцов, как бы давая понять, что он их разнимает. На самом деле он остановил бой из-за сдачи, несмотря на то, что Добер так и не постучал, сигнализируя о сдаче, и не подвергался серьезной опасности быть задушенным. Несмотря на объявленное поражение, UFC присудили Доберу деньги за победу, а президент Дейна Уайт заявил, что хотел бы, чтобы результат был отменен и поединок был признан несостоявшимся. Позже результат поединка был отменен, а бой признан не состоявшимся Атлетической комиссией Бразилии по ММА (CABMMA) после того, как рефери Эдуардо Херди признал свою ошибку.
Затем Добер встретился с мексиканцем Эфраином Эскудеро на турнире UFC 188 13 июня 2015 года. Он проиграл бой удушающим приёмом (гильотина) в первом раунде.
Добер должен был встретиться с Эриком Кохом 2 января 2016 года на турнире UFC 195. Однако Кох снялся с поединка в начале декабря, сославшись на травму, и его заменил Скотт Хольцман. Добер выиграл бой единогласным решением.
Ожидалось, что Добер встретится с россиянином Исламом Махачевым 16 апреля 2016 года на турнире UFC on Fox 19. После взвешивания UFC объявила, что Махачев провалил внесоревновательный допинг-тест, показав положительный результат на запрещенный препарат мельдоний. Поединок был отменен.
Перенесенный поединок с Эриком Кохом должен был состояться 10 сентября 2016 года на турнире UFC 203. Однако 11 августа Кох снова снялся с поединка из-за травмы, и его заменил новичок промоушена Джейсон Гонсалес. Добер выиграл бой техническим нокаутом в первом раунде.
Следующий бой Добер провел с канадцем Оливье Обен-Мерсье 10 декабря 2016 года на турнире UFC 206. Добер проиграл бой сабмишеном во втором раунде.
Затем Добер встретился с американцем Джошем Бёркманом 29 июля 2017 года на турнире UFC 214. Добер победил нокаутом в первом раунде.
27 января 2018 года на турнире UFC on Fox: Жакаре vs. Брансон 2 Добер встретился с гуамским бойцом Фрэнком Камачо в поединке в полусреднем весе. Он выиграл бой единогласным решением. Этот бой принес ему бонус «Бой вечера».
25 августа 2018 года на турнире UFC Fight Night 135 Добер встретился с американцем Джоном Таком в легком весе и победил единогласным решением.
9 марта 2019 года на турнире UFC Fight Night 146 Добер встретился с американцем иранского происхождения Бенеилом Дариюшем. Он проиграл бой сабмишном во втором раунде.
Добер встретился с мексиканцем Марко Поло Рейесом 29 июня 2019 года на турнире UFC on ESPN 3. Он выиграл бой нокаутом в первом раунде.
Добер встретился с афганским бойцом Насратом Хакпарастом 18 января 2020 года на турнире UFC 246 в Лас-Вегасе. Он выиграл бой нокаутом в первом раунде. Эта победа принесла ему награду «Выступление вечера».
Ожидалось, что Добер встретится с бразильцем Карлусом Диегу Феррейрой 2 мая 2020 года на турнире UFC Fight Night: Херманссон vs. Вайдман. Однако 9 апреля президент UFC Дэйна Уайт объявил, что это событие переносится на более поздний срок. Вместо этого Добер встретился с Александром Эрнандесом 13 мая 2020 года на турнире UFC Fight Night: Смит vs. Тейшейра. Он выиграл бой техническим нокаутом во втором раунде. Этот бой принес ему еще одну награду «Выступление вечера».
Поединок с Феррейрой был перенесен на 7 ноября 2020 года на турнир UFC on ESPN: Сантус vs. Тейшейра. Однако 22 октября Феррейра отказался от участия из-за болезни, и поединок был отменен.
6 марта 2021 года на турнире UFC 259 Добер встретился с Исламом Махачевым. Он проиграл бой сабмишеном в третьем раунде.
12 июня 2021 года на турнире UFC 263 Добер встретился с новозеландцем Брэдом Ридделлом. Он проиграл единогласным решением. Тем не менее, этот бой принес ему награду «Бой вечера».
Ожидалось, что Добер встретится с Рикки Гленном на турнире UFC Fight Night 204 12 марта 2022 года. Однако за неделю до мероприятия Гленн снялся с боя из-за разрыва паха и был заменен Терренсом Маккинни. После того как Добер дважды побывал в нокдауне в течение первой минуты, он собрался и выиграл бой техническим нокаутом в первом раунде.
30 июля 2022 года на турнире UFC 277 Добер встретился с бразильцем Рафаэлом Алвисом. Он выиграл бой в третьем раунде, нокаутировав Алвиса ударом в корпус. Эта победа также принесла Доберу его третью награду «Выступление вечера».
17 декабря 2022 года на турнире UFC Fight Night 216 Добер встретился с Бобби Грином. Он победил нокаутом во втором раунде. Этот бой принес ему награду «Бой вечера».
6 мая 2023 года на турнире UFC 288 Добер встретился с Мэттом Фреволой. Бой он проиграл техническим нокаутом в конце первого раунда.
7 октября 2023 года на турнире UFC Fight Night 229 Добер встретился с Рикки Гленном и выиграл бой техническим нокаутом в первом раунде. Благодаря этой победе Добер побил рекорд по количеству нокаутов в истории легкого дивизиона UFC. Эта победа принесла ему награду «Выступление вечера».
3 февраля 2024 года на турнире UFC Fight Night 235 Добер встретился с бразильцем Ренату Мойкану. Хотя Добер наносил удары, открывавшие лицо Мойкану, большую часть боя Мойкану доминировал в партере, что привело к поражению Добера единогласным решением судей.
Добер должен был встретиться с американцем Майком Дэвисом 13 июля 2024 года на турнире UFC on ESPN 59. Однако Дэвис был вынужден сняться из-за разрыва бицепса, и его заменил бразилец Жеан Силва, который дрался за две недели до этого на UFC 303. Добер проиграл бой по решению врача в третьем раунде после того, как не смог продолжать бой из-за рассечения над левым глазом. Этот бой принес ему еще одну награду «Бой вечера».
На 29 марта 2025 года на турнире UFC on ESPN: Морено vs. Эрцег запланирован бой Добера с мексиканцем Мануэлем Торресом.

## Личная жизнь
Добер ранее был женат на сестре своего бывшего противника Ника Хейна. 31 мая 2014 года, после того как Дрю Добер проиграл бой Хейну, он познакомился с его родной сестрой Глорией на вечеринке в честь Ника Хейна в Германии. Между ними завязалась дружба, и вскоре они начали встречаться. 27 мая 2016 года он женился на Глории, немке по происхождению.
В настоящее время Добер женат на Холлис Кейси.

## Титулы и достижения
Ultimate Fighting Championship
- «Лучший бой вечера» (четыре раза), в боях против Фрэнка Камачо, Брэда Ридделла, Бобби Грина и Жеана Силвы
- Выступление вечера (четыре раза), в боях против Насрата Хакпараста, Александра Эрнандеса, Рафаэла Алвиса и Рикки Гленна
- Наибольшее количество нокаутов в истории легкого дивизиона UFC (9) вместе с Дастином Порье
- Делит 4-е место (вместе с Тони Фергюсоном, Дональдом Серроне и Дастином Порье) по количеству побед в истории легкого дивизиона UFC (10)
- Шестой по количеству нокдаунов в истории легкого дивизиона UFC (9)
- UFC.com Awards
  - 2018: 9-e место в номинации "Бой года" (бой против Фрэнка Камачо)

Sherdog (медиапортал)
- 2022: Победитель в номинации "Раунд года" (бой против Терренса Маккини)

## Статистика в смешанных единоборствах
| Боёв 43         | Побед 27 | Поражений 15 |
| --------------- | -------- | ------------ |
| Нокаутом        | 14       | 4            |
| Сдачей          | 6        | 4            |
| Решением        | 7        | 7            |
| Не состоявшихся | 1        | 1            |

| Результат    | Рекорд    | Соперник           | Способ                                      | Турнир                                  | Дата             | Раунд | Время | Место                           | Примечание |
| ------------ | --------- | ------------------ | ------------------------------------------- | --------------------------------------- | ---------------- | ----- | ----- | ------------------------------- | --- |
| Поражение    | 27-15 (1) | Мануэль Торрес     | TKO (удары)                                 | UFC on ESPN: Морено vs. Эрцег           | 29 марта 2025    | 1     | 1:45  | Мехико, Мексика                 | |
| Поражение    | 27–14 (1) | Жеан Силва         | TKO (остановка доктором)                    | UFC on ESPN: Намаюнас vs. Кортес        | 13 июля 2024     | 3     | 1:28  | Денвер, Колорадо, США           | «Лучший бой вечера» (4) |
| Поражение    | 27–13 (1) | Ренато Мойкано     | Единогласное решение                        | UFC Fight Night: Долидзе vs. Имавов     | 3 февраля 2024   | 3     | 5:00  | Лас-Вегас, Невада, США          | |
| Победа       | 27–12 (1) | Рикки Гленн        | TKO (удары руками)                          | UFC Fight Night: Доусон vs. Грин        | 7 октября 2023   | 1     | 2:36  | Лас-Вегас, Невада, США          | «Выступление вечера» (4) |
| Поражение    | 26–12 (1) | Мэтт Фревола       | TKO (удары руками)                          | UFC 288                                 | мая 6, 2023      | 1     | 4:08  | Ньюарк, Нью-Джерси, США         | |
| Победа       | 26–11 (1) | Бобби Грин         | KO (удар рукой)                             | UFC Fight Night: Каннонир vs. Стрикленд | 17 декабря 2022  | 2     | 2:45  | Лас-Вегас, Невада, США          | «Лучший бой вечера» (3) |
| Победа       | 25–11 (1) | Рафаэл Алвис       | KO (yдар рукой в корпус)                    | UFC 277                                 | 30 июля 2022     | 3     | 1:30  | Даллас, Техас, США              | «Выступление вечера» (3) |
| Победа       | 24–11 (1) | Терренс Маккинни   | TKO (удар коленом в голову и добивание)     | UFC Fight Night: Сантус vs. Анкалаев    | 12 марта 2022    | 1     | 3:17  | Лас-Вегас, Невада, США          | |
| Поражение    | 23–11 (1) | Брэд Ридделл       | Единогласное решение                        | UFC 263                                 | 12 июня 2021     | 3     | 5:00  | Глендейл, Аризона, США          | «Лучший бой вечера» (2) |
| Поражение    | 23–10 (1) | Ислам Махачев      | Сдача, удушающий приём (ручной треугольник) | UFC 259                                 | 6 марта 2021     | 3     | 1:37  | Лас-Вегас, Невада, США          | |
| Победа       | 23–9 (1)  | Александр Эрнандес | TKO (удары руками)                          | UFC Fight Night: Смит vs. Тейшейра      | 13 мая 2020      | 2     | 4:25  | Джексонвилл, Флорида, США       | «Выступление вечера» (2) |
| Победа       | 22–9 (1)  | Насрат Хакпараст   | KO (удары руками)                           | UFC 246                                 | 18 января 2020   | 1     | 1:10  | Лас-Вегас, Невада, США          | «Выступление вечера» (1) |
| Победа       | 21–9 (1)  | Марко Поло Рейес   | TKO (удары руками)                          | UFC on ESPN: Нганну vs. Дус Сантус      | 29 июня 2019     | 1     | 1:07  | Миннеаполис, Миннесота, США     | |
| Поражение    | 20–9 (1)  | Бенеил Дариюш      | Сдача, болевой приём (рычаг локтя)          | UFC Fight Night: Льюис vs. Дус Сантус   | 9 марта 2019     | 2     | 4:41  | Уичита, Канзас, США             | |
| Победа       | 20–8 (1)  | Джон Так           | Единогласное решение                        | UFC Fight Night: Гейджи vs. Вик         | 25 августа 2018  | 3     | 5:00  | Линкольн, Небраска, США         | |
| Победа       | 19–8 (1)  | Фрэнк Камачо       | Единогласное решение                        | UFC on Fox: Жакаре vs. Брансон 2        | 27 января 2018   | 3     | 5:00  | Шарлотт, Северная Каролина, США | Бой в полусреднем весе «Лучший бой вечера» (1) |
| Победа       | 18–8 (1)  | Джош Бёркман       | KO (удар рукой)                             | UFC 214                                 | 29 июля 2017     | 1     | 3:04  | Анахайм, Калифорния, США        | |
| Поражение    | 17–8 (1)  | Оливье Обен-Мерсье | Сдача, удушающий приём (удушение сзади)     | UFC 206                                 | 10 декабря 2016  | 2     | 2:57  | Торонто, Онтарио, Канада        | |
| Победа       | 17–7 (1)  | Джейсон Гонсалес   | KO (удары руками)                           | UFC 203                                 | 10 сентября 2016 | 1     | 1:45  | Кливленд, Огайо, США            | |
| Победа       | 16–7 (1)  | Скотт Хольцман     | Единогласное решение                        | UFC 195                                 | 2 января 2016    | 3     | 5:00  | Лас-Вегас, Невада, США          | |
| Поражение    | 15–7 (1)  | Эфраин Эскудеро    | Сдача, удушающий приём (гильотина стоя)     | UFC 188                                 | 13 июня 2015     | 1     | 0:54  | Мехико, Мексика                 | |
| Не состоялся | 15–6 (1)  | Леандру Силва      | Не состоялся (ошибка рефери)                | UFC Fight Night: Майя vs. Лафлейр       | 21 марта 2015    | 2     | 2:45  | Рио-де-Жанейро, Бразилия        | Первоначально зафиксирована победа Силвы удушающим приемом (гильотина); решение было отменено CABMMA, поскольку рефери ошибочно остановил бой раньше времени |
| Победа       | 15–6      | Джейми Варнер      | Сдача, удушающий приём (удушение сзади)     | UFC on Fox: Дус Сантус vs. Миочич       | 13 декабря 2014  | 1     | 1:52  | Финикс, Аризона, США            | |
| Поражение    | 14–6      | Ник Хейн           | Единогласное решение                        | UFC Fight Night: Муньос vs. Мусаси      | 31 мая 2014      | 3     | 5:00  | Берлин, Германия                | |
| Поражение    | 14–5      | Шон Спенсер        | Единогласное решение                        | The Ultimate Fighter 18 Finale          | 30 ноября 2013   | 3     | 5:00  | Лас-Вегас, Невада, США          | Бой в полусреднем весе |
| Победа       | 14–4      | Тони Симс          | Раздельное решение                          | FTW: Prize Fighting Championship 4      | 18 октября 2013  | 3     | 5:00  | Денвер, Колорадо, США           | |
| Победа       | 13–4      | Ти Джей О'Брайен   | Сдача, удушающий приём (удушение сзади)     | Victory FC 40                           | 27 июля 2013     | 2     | 3:57  | Ролстон, Небраска, США          | |
| Победа       | 12–4      | Аарон Дерроу       | Единогласное решение                        | Centurion Fights                        | 1 марта 2013     | 3     | 5:00  | Сент-Джозеф, Миссури, США       | |
| Победа       | 11–4      | Шон Уилсон         | Сдача, удушающий приём (удушение сзади)     | Disorderly Conduct 15                   | 26 января 2013   | 1     | 4:58  | Омаха, Небраска, США            | |
| Победа       | 10–4      | Роберт Рохас       | Сдача, удушающий приём (удушение сзади)     | Victory FC 38                           | 15 декабря 2012  | 1     | 3:29  | Ролстон, Небраска, США          | |
| Поражение    | 9–4       | Уилл Брукс         | Единогласное решение                        | Disorderly Conduct 10                   | 10 августа 2012  | 3     | 5:00  | Омаха, Небраска, США            | Бой в промежуточном весе (162 фунта) |
| Победа       | 9–3       | Тед Уортингтон     | Сдача, удушающий приём                      | Victory FC 37                           | 13 апреля 2012   | 3     | 1:36  | Каунсил-Блафс, Айова, США       | |
| Победа       | 8–3       | Джордан Джонсон    | TKO (удары руками)                          | Disorderly Conduct 4                    | 4 ноября 2011    | 2     | 0:30  | Омаха, Небраска, США            | |
| Победа       | 7–3       | Сэм Джексон        | Единогласное решение                        | Victory FC 35                           | 30 июля 2011     | 3     | 5:00  | Каунсил-Блафс, Айова, США       | |
| Поражение    | 6–3       | Рамиро Эрнандес    | KO (удары руками)                           | Victory FC 34                           | 1 апреля 2011    | 1     | 2:29  | Каунсил-Блафс, Айова, США       | |
| Победа       | 6–2       | Бобби Купер        | Единогласное решение                        | Titan FC 16                             | 28 января 2011   | 3     | 5:00  | Канзас-Сити, Канзас, США        | Бой в промежуточном весе (165 фунтов) |
| Победа       | 5–2       | Коди Фрэнк         | TKO (удары руками)                          | Victory FC 33                           | 11 декабря 2010  | 2     | 3:44  | Каунсил-Блафс, Айова, США       | |
| Победа       | 4–2       | Стив Симмонс       | TKO (удары руками)                          | FTW: The Professionals                  | 12 ноября 2010   | 3     | 1:37  | Денвер, Колорадо, США           | |
| Победа       | 3–2       | Джимми Сейпел      | TKO (удары руками)                          | Victory FC 32                           | 30 июля 2010     | 2     | 3:16  | Каунсил-Блафс, Айова, США       | Вернулся в лёгкий вес |
| Победа       | 2–2       | Ник Нолти          | Сдача, удушающий приём (ручной треугольник) | Bellator 16                             | 29 апреля 2010   | 1     | 4:45  | Канзас-Сити, Миссури, США       | Дебют в полусреднем весе |
| Поражение    | 1–2       | Брэндон Гирц       | Единогласное решение                        | Victory FC 29                           | 13 ноября 2009   | 3     | 5:00  | Каунсил-Блафс, Айова, США       | |
| Поражение    | 1–1       | Чейз Хакетт        | Единогласное решение                        | FTW: Featherweight Grand Prix Final     | 12 сентября 2009 | 3     | 5:00  | Денвер, Колорадо, США           | |
| Победа       | 1–0       | Фрэнк Карабальо    | TKO (удары руками)                          | Victory FC 28                           | 24 июля 2009     | 2     | 3:58  | Каунсил-Блафс, Айова, США       | Дебют в лёгком весе |